# Jessie Lee
Jessie Lee (Búfalo, Nueva York; 19 de septiembre de 1984) es una actriz pornográfica, modelo erótica y bailarina estadounidense.

## Biografía
Natural de Búfalo, en el Estado de Nueva York, Jessie Lee, nombre artístico de Kristen Lohnas, nació en septiembre de 1984. Criada en su ciudad natal, empezó a interesarse por la temática del porno alternativo, realizando sus primeros trabajos como modelo alternativa antes de entrar en el mundo del entretenimiento para adultos. En 2007 solicitó su entrada como modelo altporn en el estudio Burning Angel, creado por la actriz y directora Joanna Angel.
Debutó como actriz pornográfica en septiembre de 2007, grabando para Burning Angel su primera escena con 23 años, siendo esta en Friends Don't Let Friends Fuck Alone junto a Mayhem y James Deen.
Como actriz, ha centrado gran parte de sus producciones con el estudio Burning Angel, pero también ha trabajado para otras productoras como Doghouse, Score, Wicked Pictures, Evil Angel, Abigail Productions, Twistys o Club Jenna.
En 2009 consiguió su primera nominación en los Premios AVN, siendo esta en la categoría de Mejor escena de doble penetración por Cum on My Tattoo 4. Un año más tarde repetiría nominación, a la Mejor escena POV de sexo por POV Punx 2.
De manera consecutiva, durante las ediciones de los años 2012, 2013 y 2014, estuvo también nominada en los AVN en la categoría de Artista femenina no reconocida del año. En 2015 quedó nominada, junto a Joanna Angel, Draven Star, Veronica Layke y Krissie Dee, en la categoría de Mejor escena de sexo lésbico en grupo por Vampire Cheerleaders.
En 2016 decidió tomarse un paréntesis artístico como actriz para encauzarse en sus trabajos como modelo erótica y de altporn y como bailarina erótica. Decidió retomar a grabar nuevas escenas en 2019, siendo su primera película tras años apartada de las cámaras Evil Oil, que dirigió Joanna Angel. Quedó representada por OC Modelings en su segunda etapa en la industria.
Ha rodado más de 140 películas como actriz.

## Premios y nominaciones
| Año  | Ceremonia             | Resultado | Premio                                   | Trabajo              |
| ---- | --------------------- | --------- | ---------------------------------------- | -------------------- |
| 2009 | Premios AVN           | Nominada  | Mejor escena de doble penetración        | Cum on My Tattoo 4   |
| 2010 | Premios AVN           | Nominada  | Mejor escena POV de sexo                 | POV Punx 2           |
| 2012 | Premios AVN           | Nominada  | Artista femenina no reconocida del año   | —                    |
| 2013 | Premios AVN           | Nominada  | Artista femenina no reconocida del año   | —                    |
| 2013 | Nightmoves            | Nominada  | Mejor Ink                                | —                    |
| 2013 | Sex Awards            | Nominada  | Estrella adulta más sexy                 | —                    |
| 2014 | Premios AVN           | Nominada  | Artista femenina no reconocida del año   | —                    |
| 2014 | Nightmoves            | Nominada  | Mejor Ink                                | —                    |
| 2014 | Nightmoves Fan Awards | Nominada  | Mejor Ink                                | —                    |
| 2015 | Premios AVN           | Nominada  | Mejor escena de sexo lésbico en grupo    | Vampire Cheerleaders |
| 2015 | Premios AVN           | Nominada  | Premio fan: Mejores pechos               | —                    |
| 2015 | Nightmoves            | Nominada  | Mejor Ink                                | —                    |
| 2015 | Nightmoves Fan Awards | Nominada  | Mejor Ink                                | —                    |
| 2019 | Inked Awards          | Nominada  | Mejor culo                               | —                    |
| 2023 | Premios XBIZ          | Nominada  | Mejor escena de sexo en película lésbica | Shadowbanned         |
| 2024 | Premios AVN           | Nominada  | Aparición mainstream del año             | —                    |